# Jerónimo Jacinto de Espinosa

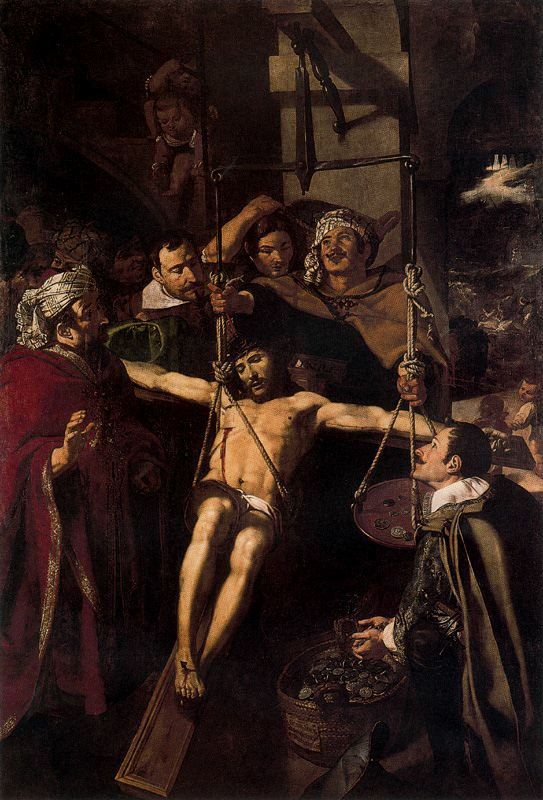
El milagro del Cristo del Rescate, óleo sobre lienzo (245 x 168 cm.), colección particular. Firmado «Hieronim Iacint / de Espinosa / faciebat / aetatis 22 anno 1623». Se trata de la primera obra pública de Espinosa, en la que hubo de enfrentarse a un tema inédito en la iconografía, sin contar con modelos previos.

Jerónimo Jacinto de Espinosa (1600-1667) fue un pintor barroco español, nacido en Cocentaina (Alicante) y establecido en Valencia donde, a partir de la muerte de los Ribalta en 1628, se convirtió en el pintor de mayor prestigio de la ciudad y cabeza indiscutible de la escuela valenciana. Formado con su padre, Jerónimo Rodríguez de Espinosa, fue un artista precoz de quien se conoce una pequeña tabla firmada con doce años. En la formación de su estilo fue determinante la influencia de Francisco Ribalta aunque su obra también estuvo influenciada por Juan Ribalta, de su misma edad pero con más avanzada estética, y Pedro de Orrente.
Su producción fue muy abundante y, a pesar de las muchas pérdidas documentadas, se conserva un elevado número de obras. Aunque centrado básicamente en la pintura religiosa hagiográfica y del Nuevo Testamento, cultivó también el retrato al que le predisponía su formación naturalista. Con dotes de buen colorista, su estilo, basado esencialmente en el naturalismo tenebrista de entonación cálida a la manera de los Ribalta, apenas evolucionó, aislado en Valencia de las corrientes del barroco decorativo que triunfaban contemporáneamente en Madrid y en Sevilla.

## Biografía
Hijo de Jerónimo Rodríguez de Espinosa, natural de Valladolid, y de Aldonza Lleó, de familia hidalga, fue bautizado el 20 de julio de 1600 en Cocentaina. Su padre, pintor discreto de formación manierista, se había establecido en aquella población en 1596 y con él hubo de formarse Jerónimo Jacinto, quien ya en 1612 firmaba como «inventor» una pequeña tabla representando el Nacimiento de un santo mártir, inspirada en un grabado de Cornelis Cort sobre una composición de Federico Zuccaro. Aunque Palomino afirma, y así se ha repetido, que fue discípulo de Ribalta, cuando llegó a Valencia acompañando a su familia, quizá el mismo año en que firmó la pequeña tablita, su formación como pintor había ya comenzado y todo indica que prosiguió su aprendizaje dentro del seno familiar.
En 1616 se inscribió en el Colegio de Pintores junto con su hermano Antonio Luis, de diez años, y un tal Juan Dose, discípulo también de Jerónimo Rodríguez Espinosa, que Pérez Sánchez supone se trate de Juan Do, quien más tarde aparecerá en Nápoles trabajando con José de Ribera. Sin embargo, no fue admitido todavía como oficial, imponiéndosele como condición continuar trabajando para su padre tres años más —había declarado llevar uno a su servicio— aunque si su padre muriese antes de ese tiempo se le tendría como maestro examinado. El Colegio de Pintores era una poderosa organización gremial impulsada por Francisco Ribalta y fundada en 1607, sobre la que pesaba una orden de prohibición dictada por un edicto real el mismo año del ingreso de Espinosa, al haberse opuesto a su actividad otros pintores. Pero prueba de su pujanza es que el Colegio, a pesar de ese edicto, no desapareció, y todavía en 1686 sus miembros se oponían a la creación de una academia de arte local, que le hubiese hecho la competencia. A su existencia, y a la prohibición de trabajar en la región a los artistas que no fuesen de Valencia, según fijaban sus estatutos, achaca Jonathan Brown el aislamiento en que vivió la pintura valenciana del siglo XVII.
Viviendo todavía en la casa de su padre y sin mudar de residencia, en 1622 Espinosa contrajo matrimonio con Jerónima de Castro, hija de un comerciante valenciano. Un año después firmó su primera obra importante, El milagro del Cristo del Rescate, recogiendo una piadosa tradición local cuya devoción difundían los agustinos del convento de Santa Tecla para el que se pintó. Espinosa mostraba ya en ese lienzo un estilo plenamente formado, por lo que no tardarían en llegarle nuevos encargos de otros conventos valencianos, además de un primer retrato magistralmente resuelto, el del dominico Jerónimo Mos conservado actualmente en el Museo de Bellas Artes de Valencia.

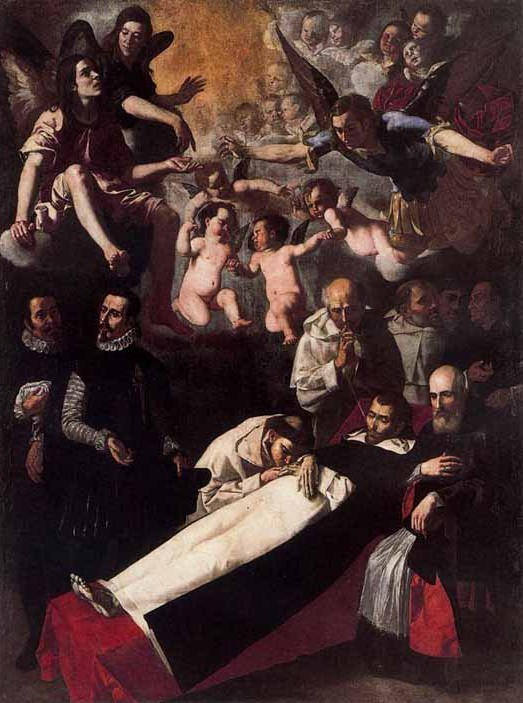
Muerte de san Luis Beltrán, óleo sobre lienzo (384 x 227 cm.), Museo de Bellas Artes de Valencia. Pintado como exvoto, incluye un rompimiento de gloria muy personal y una notable galería de retratos en la zona inferior.

En 1631 nació su segundo hijo, Jacinto Raimundo Feliciano, quien —muerto prematuramente el mayor— continuará el oficio paterno. Noticias documentales para estos años y hasta 1640 dan cuenta de los encargos de numerosas obras, en su mayor parte perdidas, ejecutadas tanto para conventos de las más diversas órdenes como para la nobleza local. En años sucesivos, y especialmente en los últimos diez años de su vida, en los que firmó muchas de sus obras maestras, tendrá también como clientes a la catedral, para la que pintó varios retratos de obispos con destino a la Sala Capitular, la Universidad y la propia Ciudad, especialmente con ocasión de las fiestas por el Breve Pontificio de 1661 por el que se autorizaba el culto a la Inmaculada Concepción, para las que pintó el gran lienzo de la Inmaculada y los jurados con los retratos de los síndicos.
Ninguna noticia altera lo que parece una vida tranquila y familiar. En su casa disponía de dos sirvientas y en algunos momentos de un aprendiz, además de acoger a una cuñada. Su religiosidad se pone de manifiesto con su pertenencia a una cofradía en el convento de Santa Catalina de Sena y, más aún, con ocasión de la peste de 1646, cuando, al sufrir una «destilación de la cabeza, que le caía en la garganta, y le fatigaba muchos días», seguido de la formación de un bubón en la garganta, hizo voto a san Luis Beltrán de pintarle un cuadro para el retablo de su capilla. Una vez sano, atribuyó su curación a un milagro del santo, según hacía constar en la declaración testifical que prestó con tal motivo, publicada en 1743 por el padre Vidal en su Vida de san Luis Beltrán.
Cumpliendo con el voto, en 1653 hizo entrega al convento de Santo Domingo del cuadro dedicado a la Muerte de san Luis Beltrán, colocado en el retablo de su capilla para la que dos años más tarde pintó otros cuatro lienzos con milagros del santo, pagados estos por el convento. Fue en este convento donde pidió ser enterrado en el testamento que dictó apresuradamente el 20 de febrero de 1667, vestido con hábito dominico y en la iglesia, frente al altar de ánimas, en la tumba de los Ivars, familia noble de Cocentaina. Debió de morir ese mismo día, pues el 21 fue enterrado conforme a sus disposiciones testamentarias.
Al morir dejaba una obra inacabada de infrecuente iconografía, el Martirio de san Leodicio y santa Gliseria, conservado en el colegio del Corpus Christi de Valencia, que sería concluido por su hijo Jacinto Espinosa de Castro (1631-1707), el más directo seguidor del estilo paterno que se prolongará con él hasta entrado el siglo XVIII. Influencias de su estilo se perciben también en pintores como Urbano Fos, Pablo Pontons o el murciano Mateo Gilarte, aunque de ninguno de ellos pueda afirmarse con seguridad que fuese discípulo directo.

## Estilo y obras

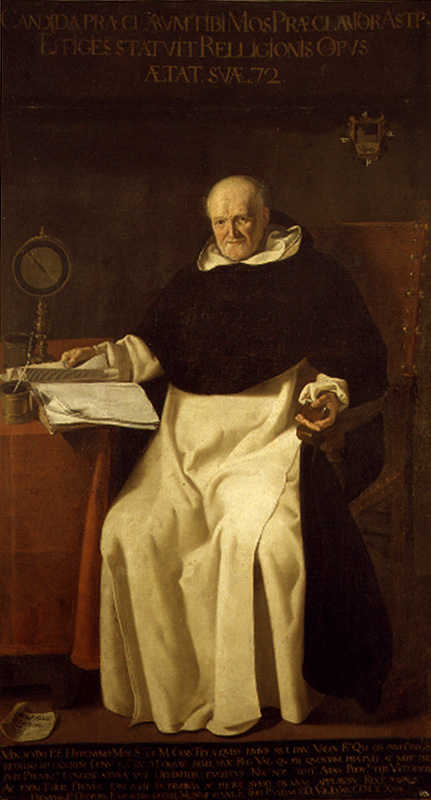
Retrato del padre Jerónimo Mos, óleo sobre lienzo (205 x 112), Museo de Bellas Artes de Valencia.

La primera obra pública, El milagro del Cristo del Rescate de 1623, es ya una obra maestra de fuerte naturalismo y composición prieta, con el característico horror al vacío del círculo ribaltesco. La novedad del asunto, sin precedentes iconográficos, obligó al pintor a inventar composición y tipos. Ciertas semejanzas con los Preparativos de la crucifixión, obra también primeriza de Juan Ribalta, a quien aproxima igualmente el tratamiento vibrante de los detalles de naturaleza muerta, en nada desmerecen su originalidad. La iluminación demuestra ya su pleno dominio de la técnica tenebrista con la que resaltará el carácter escultórico del crucifijo puesto sobre la balanza, en escorzo y bien resuelta su anatomía. Las figuras llevadas a primer término son auténticos retratos que con sus gestos acompañan la acción. Su sentido narrativo se completa al disponer en las lejanías, con un salto en las escalas, los momentos previos del naufragio y el rescate del crucifijo en escenas nocturnas iluminadas con luces plateadas. Se trata de un recurso narrativo que de igual modo empleará en algunas de sus obras postreras de composición más compleja, como la Aparición de san Pedro y san Pablo a Constantino del Museo de Valencia. Su conocimiento del mundo ribaltesco, pero también lo más personal de su estilo, quedaban, pues, anunciados en esta primera obra maestra.
La siguiente obra firmada, el Retrato del padre Jerónimo Mos, anterior a 1628, demuestra sus excepcionales condiciones para el retrato a la vez que su maestría en los detalles de naturaleza muerta. La intensidad de su naturalismo y la gama de color proceden de Ribalta, pero la pincelada se hace más fluida y ligera de pasta, con los toques restregados y ligeros que serán característicos de su obra posterior. Él Retrato de don Felipe Vives de Cañamás y Mompalau, envuelto en la capa de la Orden de Montesa, firmado y fechado en 1634, con el Retrato de don Francisco Vives de Cañamás, conde de Faura, seguramente de fecha próxima, retratado junto a un mastín de carácter naturalista, corroboran las dotes del pintor para este género aunque a lo largo de su carrera lo cultivará poco, siendo ampliamente superado por la pintura de género religioso que forma el grueso de su producción.
Perdidas buena parte de las obras documentadas en iglesias y conventos valencianos, y faltando la documentación para muchas de las obras conservadas, no es posible una ordenación cronológica de su abundante producción, raramente firmada. Impermeable a los cambios que se experimentan en la corte, apenas se percibe evolución en su obra. Naturalismo y tenebrismo, tomados de Francisco Ribalta y presentes en sus primeras obras, nunca serán abandonados. Siendo la suya una pintura esencialmente religiosa, destinada tanto a conventos, para los que trabajó con frecuencia proporcionándoles extensas series hagiográficas, como para las iglesias y la devoción privada, su naturalismo consistirá en infundir a los relatos hagiográficos la inmediatez de lo cotidiano.
El rigor de sus composiciones, en las que a menudo caerá en arcaísmos, y la monumentalidad de sus figuras, solemnes y graves, «se hermana bien con la austera concreción naturalista, consiguiendo figuras de noble apostura y muy humana calidad».
El encuentro con Pedro de Orrente, evidente sobre todo en las escasas obras de tema bíblico, reforzará en Espinosa la atracción por lo cotidiano y la representación exacta de los objetos de uso y los animales. En obras de pequeño formato, como el Nacimiento de la Virgen de la parroquia de san Nicolás de Valencia, la aproximación a Orrente es máxima, y se revela en el color veneciano y en el tratamiento de las telas aterciopeladas tanto como en la disposición general. También de Orrente parece provenir el tratamiento de las glorias de ángeles, con escorzos aún manieristas, de las que hará una muy personal interpretación en dos de sus obras maestras, la Muerte de san Luis Beltrán y la Comunión de la Magdalena, al conjugar las actitudes movidas de los angelotes característicos con el poderoso naturalismo de sus ángeles mancebos.
Pero Espinosa no dudará, además, en recurrir a modelos del pasado, vinculándose a toda la tradición valenciana, adaptando al lenguaje naturalista la Visitación de Vicente Macip, actualmente en el Museo del Prado, o la célebre Muerte de la Virgen de Fernando Yáñez en las puertas del retablo de la Catedral de Valencia.

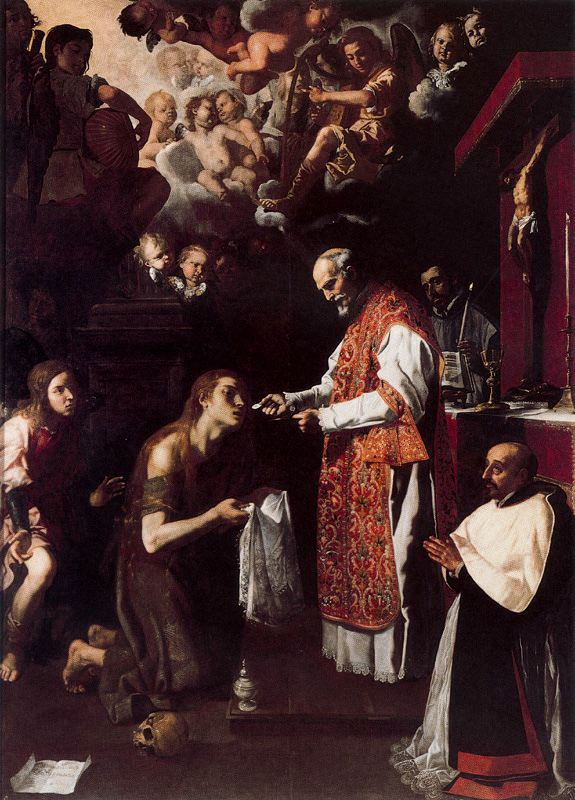
Comunión de la Magdalena, óleo sobre lienzo (315 x 226), Museo de Bellas Artes de Valencia. En esta composición enlaza dos temas frecuentes en la iconografía de la Contrarreforma al haber sido cuestionados por la Reforma protestante: la eucaristía y María Magdalena penitente, representación del sacramento de la penitencia.

Más problemático es el conocimiento de la obra de Zurbarán, según defendió Elías Tormo, que se podría advertir en algunas obras fechadas en torno a 1650 y singularmente en la Muerte de san Luis Beltrán, que parece recordar el Entierro de san Buenaventura pintado por Zurbarán en 1629 para el Colegio de san Buenaventura de Sevilla. En la documentación valenciana relativa a Espinosa existen algunos vacíos temporales, principalmente entre 1640 y 1647, años en los que el pintor podría haberse ausentado de la ciudad, pero el hipotético conocimiento de la obra de Zurbarán tropieza con una doble dificultad: la ausencia de documentos que acrediten la realización de viajes fuera del Reino de Valencia por una parte y, por la otra, la muy escasa o nula receptividad del pintor a las corrientes artísticas más avanzadas que también hubiera encontrado en el hipotético viaje a Sevilla.
A partir de 1653, lienzos para la capilla de san Luis Beltrán del convento de Santo Domingo, se encuentra lo mejor de su producción. Sus asuntos, milagros del santo cuando aún no había sido canonizado ―lo sería en 1668― carecían de precedentes iconográficos pero arraigaban en la tradición local. Los aciertos del pintor, en composición y creación de tipos humanos, se advierten tanto como sus limitaciones al continuar utilizando la luz fuerte y directa del tenebrismo para iluminar a sus personajes, localizados en amplios paisajes. Para la Casa Profesa de los jesuitas pintó en 1658 una nueva versión de la Visión de san Ignacio que ya había abordado hacia 1630 con mayor sumisión a los modos propios de la pintura manierista. Pero la mayor sobriedad de la nueva versión, más ajustada además a la iconografía tradicional, se acompaña de un rompimiento de gloria muy semejante en tipos e iluminación al de la versión pintada casi treinta años atrás. En este sentido, las Inmaculadas que pintó también en estos años, en pleno fervor inmaculista, solemnes y frontales, son muy significativas del rezagamiento del pintor.
La Intercesión de san Pedro Nolasco por unos frailes enfermos, el Milagroso hallazgo de la Virgen del Puig o la Aparición de la Virgen a san Pedro Nolasco (1661), pintadas en sus últimos años para los mercedarios de Valencia, son otras tantas obras maestras sobriamente compuestas. La maestría en el tratamiento de los hábitos blancos, realzados por la luz dirigida, y el realismo de los rostros en los que se manifiesta intensa e intima la piedad de los monjes, sólo serán superados por la Comunión de la Magdalena de 1665, última obra firmada, tan extraordinaria por el rigor en la composición, la atención a los detalles, los efectos de contraluz en el rompimiento de gloria o la emoción en los rostros, como arcaica por el tratamiento tenebrista de la luz, la presencia del donante o los robustos angelotes.

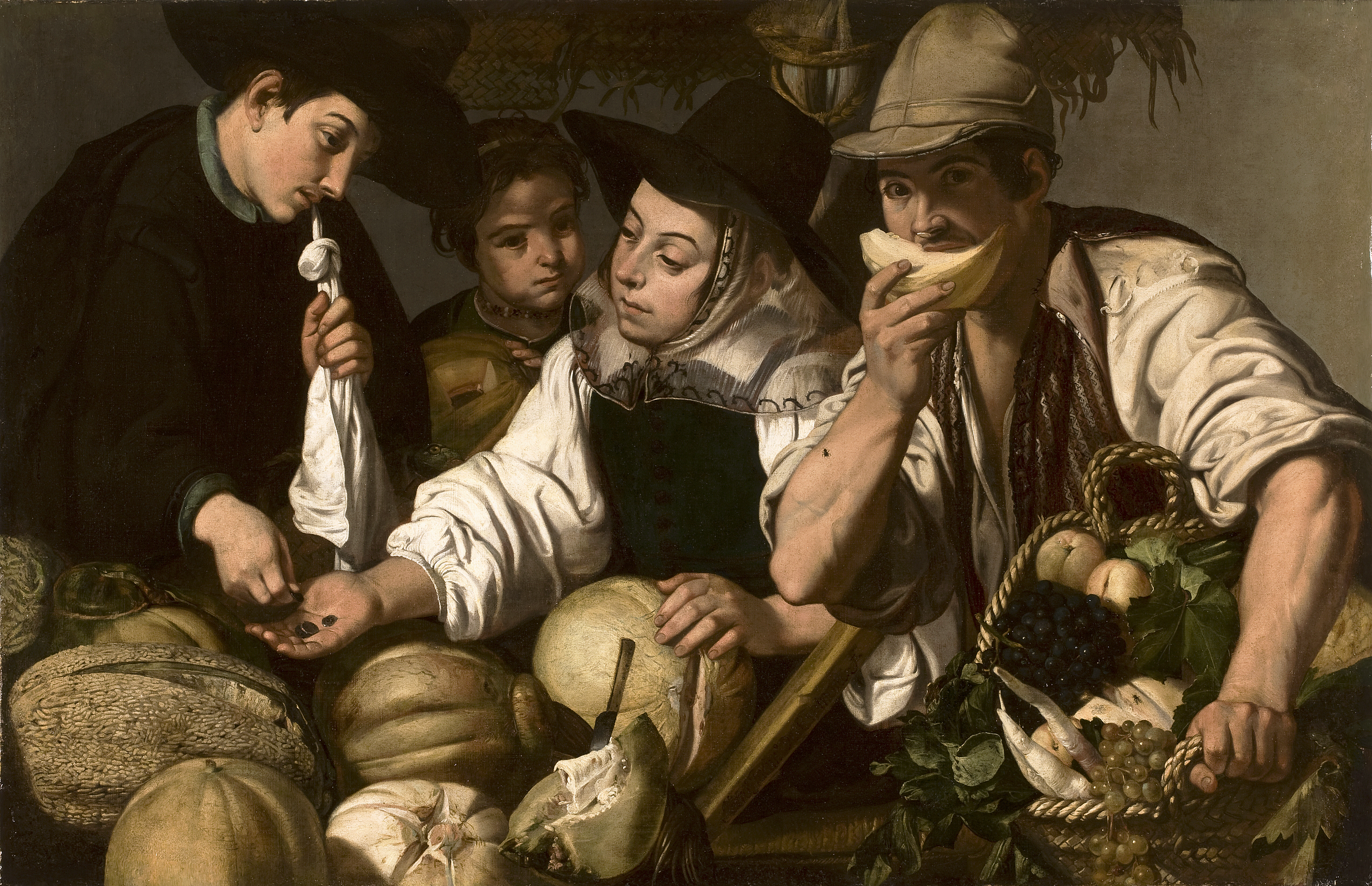
Vendedores de frutas, óleo sobre lienzo, 79,5 x 123 cm, Madrid, Museo del Prado.

Vendedores de frutas es, por su asunto, obra excepcional en la producción del pintor, aunque su habilidad en el tratamiento de los objetos de bodegón se pone de manifiesto también en algunas de sus escenas religiosas. Adquirido por el Museo del Prado en 2008, solo la aparición de la firma «Hierº Jacintº de Espinosa f.» hizo posible su atribución al pintor, del que no se conocía ninguna otra obra de género costumbrista ni referencias documentales que indicasen su dedicación a ese género. Un segundo óleo, Cuatro pícaros timando a un vendedor de quesos de cassoleta, mientras juegan a la apatusca, con ciertas semejanzas en el tratamiento de rostros y manos, se le ha atribuido posteriormente, abriendo la posibilidad de identificar nuevas obras de esta naturaleza relacionadas con el pintor o con su círculo.
Trabajador concienzudo, han llegado de él algunos dibujos que permiten hacerse una idea de su sistema de trabajo, con estudios hechos del natural en los que se apoya el realismo de su pintura. Por el contrario, la técnica empleada en la preparación de sus lienzos, a base de una capa de cola y otra de aceite de linaza, le facilitaba el trabajo rápido. Sobre la base, de tono cálido y brillante, restregaba el pincel a la manera veneciana, con veladuras y pasta fluida. El resultado, la brillantez del color elogiada por sus contemporáneos, ha tenido también como consecuencia la ruina de muchos de sus cuadros, al adherirse deficientemente el color a la tela por la dureza de la preparación.

## Relación de obras destacadas

### Obras datadas
- El milagro del Cristo del Rescate, óleo sobre lienzo (243 x 168 cm.), firmado y fechado en 1622, colección particular.
- Retrato del padre Jerónimo Mos, óleo sobre lienzo (205 x 112 cm.), firmado, Museo de Bellas Artes de Valencia.
- Visión de san Ignacio, óleo sobre lienzo (425 x 298 cm.), Museo de Bellas Artes de Valencia. De hacia 1631, cuando habría sido colocado en el altar del santo en la Casa Profesa de los jesuitas de Valencia, sustituido en 1658 por otro del mismo artista y conservado también en el museo de Valencia, más ajustado a la tradicional iconografía al prescindir de los ángeles compañeros de san Ignacio y de la mediación de María.[22]
- Retrato de don Felipe Vives de Cañamás y Mompalau, óleo sobre lienzo (207 x 130), firmado y fechado en 1634, colección particular. Compañero de éste o de fecha próxima ha de ser el Retrato de don Francisco Vives de Cañamás, conde de Faura (190,5 x 109), Kingston Lacy, colección Bankes.
- Muerte de san Luis Beltrán, óleo sobre lienzo (384 x 227 cm.), Museo de Bellas Artes de Valencia. Colocado en 1653 en el altar de la capilla del santo en el convento de Santo Domingo de Valencia, donde servía de bocaporte cubriendo la urna que contenía las reliquias del santo.

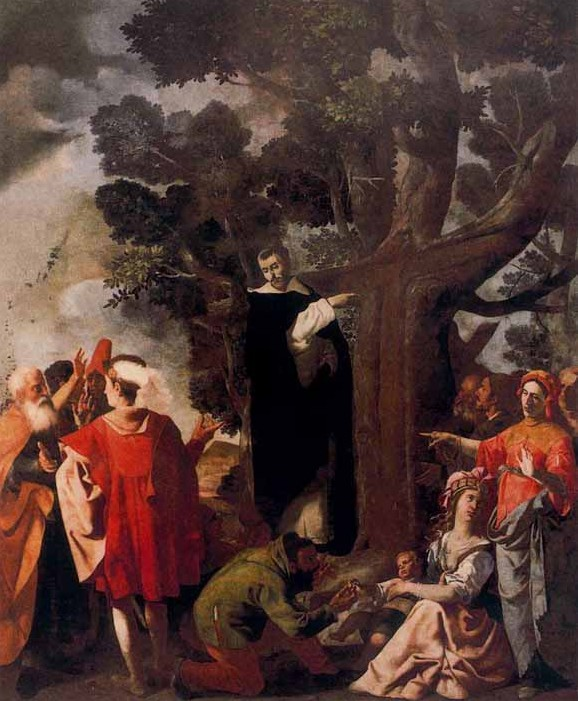
La Cruz impresa en el árbol, óleo sobre lienzo (405 x 333 cm.), Museo de Bellas Artes de Valencia. Uno de los cuatro milagros de san Luis Beltrán, pintados para su capilla en el convento de Santo Domingo,representa la predicación en la isla del Cabo de San Vicente.

- Milagros de san Luis Beltrán, serie de cuatro lienzos colocados en la misma capilla del convento de Santo Domingo en 1655, representando La Cruz impresa en el árbol, El fuego misteriosamente apagado en Albaida, La pistola convertida en un crucifijo y Conversión de una mujer en Indias. Con la desamortización de Mendizábal los cuatro pasaron al Museo de Bellas Artes de Valencia, donde estuvieron expuestos hasta 1936. En la actualidad, dispersos en depósitos del museo.
- Última Cena, óleo sobre lienzo (315 x 221 cm.), firmado, iglesia de Santa María, Morella. Se sabe que el retablo en el que está colocado se inició en 1657. El lienzo se inspira directamente en la Santa Cena pintada por Francisco Ribalta en 1606 para el Colegio del Corpus Christi, si bien el artista reinterpreta los rostros conforme a sus modelos habituales.
- Virgen con el Niño, óleo sobre lienzo (90 x 67 cm.), Ayuntamiento de Valencia, Museo de la Ciudad. Procedente del ático del retablo de san Ignacio que estuvo antes de la desamortización en la Casa Profesa de los Jesuitas para el que Espinosa pintó en 1658 una segunda versión de la Visión de san Ignacio. El lienzo es mencionado por Orellana como Virgen ofreciendo una fruta al Niño.[23]
- Misa de san Pedro Pascual, óleo sobre lienzo (173 x 123 cm.), firmado y fechado en 1660, Museo de Bellas Artes de Valencia. Procedente de la biblioteca del convento de la Merced de Valencia, orden para la que Espinosa trabajará asiduamente en sus últimos años.
- Aparición de la Virgen al venerable Jerónimo Calmell, óleo sobre lienzo (168 x 136), colección particular. Según Orellana el cuadro llevaba una firma desaparecida y se fechaba en 1660.[24]
- Aparición de la Virgen a san Pedro Nolasco, óleo sobre lienzo (315 x 270 cm.), firmado y fechado en 1661, Museo de Bellas Artes de Valencia. Procedente del coro del convento de la Merced de Valencia, por la rigidez de su composición resulta una obra notablemente arcaica y pone de manifiesto la pervivencia de un mismo estilo a lo largo de toda la carrera del pintor, quien continúa haciendo uso de una intensa luz dirigida, de gran efecto aquí al destacar los hábitos blancos de los monjes sobre el fondo oscuro.
- Aparición de san Pedro y san Pablo a Constantino, óleo sobre lienzo (245 x 314 cm.), Museo de Bellas Artes de Valencia. Procedente de la capilla de San Juan de Letrán del convento de la Merced, donde se encontraba junto con otros dos cuadros de Espinosa hoy desaparecidos y dos posteriores de José Jiménez Donoso, debe de corresponder a estos mismos años en los que el pintor aparece estrechamente vinculado con la orden de la Merced. El infrecuente asunto, la lepra del emperador Constantino el Grande, está tomado de la Leyenda dorada de Jacobo de la Vorágine, quien narra el suceso en la leyenda del papa san Silvestre. Espinosa, sin modelos previos, resuelve con habilidad la compleja composición en espacios diversos bañados por luz en penumbra.
- Milagroso hallazgo de la Virgen del Puig, óleo sobre lienzo (225 x 172 cm.), Museo de Bellas Artes de Valencia. Procedente del monasterio de El Puig, es probable que corresponda a los encargos del padre José Sanchis, provincial de la Orden de la Merced, a comienzos de la década de 1660.
- Retrato del Padre Fray José Sanchís, Mercedario, óleo sobre lienzo (203 x 101), Universidad de Valencia. Provincial de la orden entre 1659 y 1662, impulsó el embellecimiento de los conventos mercedarios y a su iniciativa se deben las abundantes obras que Espinosa ejecutó para la orden. Por la edad del efigiado debe corresponder a una fecha próxima a 1664, cuando alcanzó el generalato.
- Inmaculada, óleo sobre lienzo, firmada y fechada en 1660, Paraninfo de la Universidad de Valencia. La Virgen, en posición frontal y solemne, acompañada de un coro angélico con los tradicionales atributos marianos, se presenta apegada aún al arquetipo creado en Valencia por Juan de Juanes. Semejante a éste era otro lienzo de la Inmaculada de la parroquial de Liria, firmado y fechado en 1663, que resultó destruido en 1936.
- San Pascual Bailón, óleo sobre lienzo (148 x 102 cm.), firmado y fechado en 1661, Barcelona, Museo Nacional de Arte de Cataluña.
- Virgen con el Niño, óleo sobre lienzo (115 x 85), firmado y fechado en 1661, comercio.[25] Envuelta en orla de ángeles, la Virgen muestra un rosario de coral. Imagen de devoción de la que debió realizar algunas otras versiones en fecha próxima, como la del camarín de la Basílica de los Desamparados.

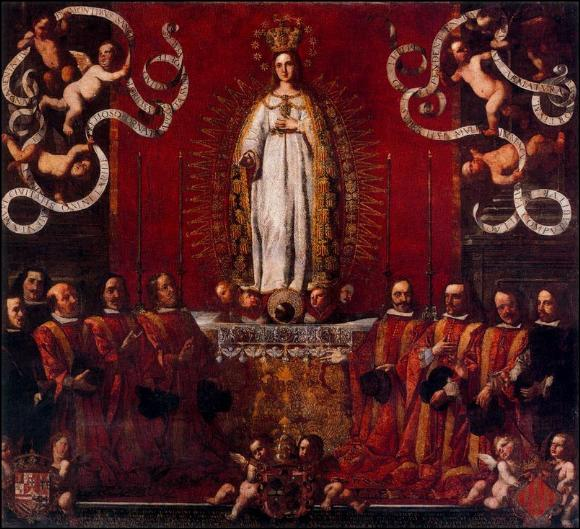
La Inmaculada con los jurados de la ciudad, óleo sobre lienzo (360 x 350 cm.), firmado y fechado en 1662, Lonja de Valencia. Pintado por encargo del ayuntamiento para las fiestas en honor de la Inmaculada.

- La Inmaculada con los jurados de la ciudad, óleo sobre lienzo (360 x 350 cm.), firmado y fechado en 1662, Lonja de Valencia, Salón Dorado, en depósito del Ayuntamiento. Pintado con ocasión de las fiestas con que la ciudad celebró el Breve Pontificio de Alejandro VI, dado el 8 de diciembre, por el que se autorizaba el culto a la Inmaculada Concepción. Sobre un altar, la talla de la Inmaculada, entre ángeles con filacterias, es adorada por una serie de personajes, los jurados de la ciudad, identificados en la inscripción situada al pie, retratados con el característico realismo del pintor.
- Coronación de la Virgen, óleo sobre lienzo (108 x 96 cm.), Ayuntamiento de Valencia, Museo de la Ciudad. Pintado, quizá, como guion para las fiestas de 1662 en honor de la Inmaculada.[26]
- Cristo crucificado, óleo sobre lienzo (247 x 167), firmado y fechado en 1665, Museo de Bellas Artes de Castellón. El Cristo, vivo, dibujado con perfecto rigor anatómico, guarda pese a lo avanzado de la fecha el recuerdo de Francisco Ribalta.[27]
- Comunión de la Magdalena, óleo sobre lienzo (315 x 226 cm.), firmado y fechado en 1665, Museo de Bellas Artes de Valencia. Obra maestra del pintor, el lienzo se pintó para el altar mayor de los capuchinos de Masamagrell. Naturalismo y tenebrismo, las dos notas características del pintor, siguen presentes en esta obra pintada poco antes de su muerte, con las que alcanzará notable intensidad dramática y emoción devota.
- Martirio de san Leodicio y santa Gliseria, óleo sobre lienzo (270 x 192 cm.), Colegio del Corpus Christi de Valencia. Obra postrera, concluida por su hijo Jacinto de Espinosa, quien cobró en 1667 el último plazo, trata de nuevo un asunto infrecuente ajeno a la Leyenda dorada, narrado en forma sucesiva en distintas escenas como ya hiciera al inicio de su carrera en el Cristo del Rescate.

### Obras de datación incierta

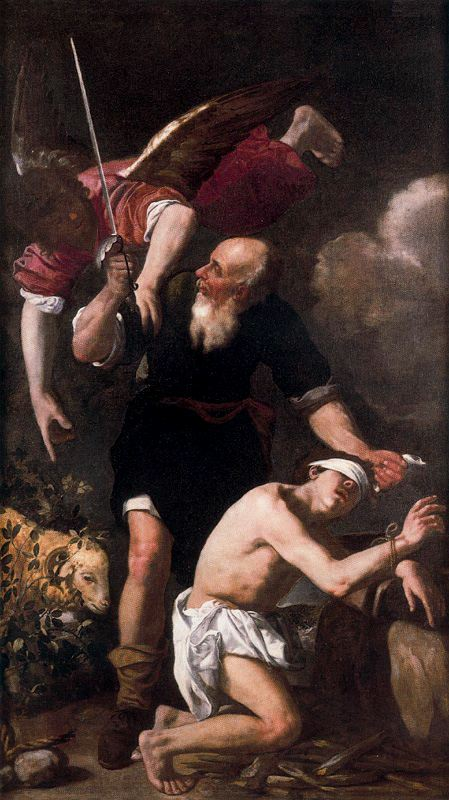
Sacrificio de Isaac, óleo sobre lienzo (100 x 35 cm.), Real Parroquia de San Andrés, Valencia. El motivo, tomado del Antiguo Testamento, se interpreta como prefiguración del sacrificio de Cristo y corresponde al momento de mayor aproximación de Espinosa a Pedro de Orrente.

- Ángeles adorando la Eucaristía, óleo sobre lienzo (92 x 74 cm.), Colegio del Corpus Christi, Museo del Patriarca.
- La misa de san Gregorio, óleo sobre lienzo (191 x 139), Madrid, Museo del Prado, atribuido en el pasado a Francisco Ribalta. El motivo, que había sido muy común hasta el siglo XVI, resultaba ya infrecuente tras la contrarreforma, pero Espinosa debió de abordarlo en más de una ocasión según las fuentes documentales.
- Martirio de san Pedro de Verona, óleo sobre lienzo (198 x 103 cm.), Madrid, Museo del Prado, adquirido en 1993 con fondos del legado Villaescusa. Procedente de la iglesia de San Nicolás de Valencia, de donde desapareció en 1936, por la forma de llenar el espacio, llevando las figuras a primer término, ha de ser obra temprana. Una versión reducida a la figura del santo se encuentra en el convento de las Trinitarias de Madrid emparejada a un san Vicente mártir, obras probablemente también autógrafas.[28]
- Nacimiento de la Virgen, lienzo pegado a tabla (48 x 81 cm.), junto con el Nacimiento de san Juan, iglesia de San Nicolás de Valencia, restos de la predela del retablo de san Pedro Mártir, ilustran ―según Pérez Sánchez― el momento de máxima proximidad a la obra de Pedro Orrente.[29]
- Cristo recogiendo sus vestiduras, óleo sobre lienzo (187 x 107 cm.), Museo del Prado, depositado en el Museo del Greco de Toledo.
- Sacrificio de Isaac, óleo sobre lienzo (100 x 35 cm.), Real Parroquia de San Andrés, Valencia. El conocimiento evidente de la versión de este mismo asunto que hizo Orrente (Museo de Bellas Artes de Bilbao), no impide hacer a Espinosa una obra personal y refinada, de fuerte naturalismo e iluminación tenebrista.
- Abraham y Melquisedec, óleo sobre lienzo (100 x 35 cm.), Real Parroquia de San Andrés, Valencia. Compañero del anterior, se trata de una de las pocas ocasiones en las que el pintor aborda temas del Antiguo Testamento, en ambos casos considerados prefiguraciones del sacrificio de Jesús.
- Sagrada Familia en el taller del carpintero, óleo sobre lienzo (202 x 160 cm.), Museo de Bellas Artes de Valencia. Al aire libre, los accesorios de carpintería se dibujan con intenso realismo.
- Sagrada Familia con san Joaquín y santa Ana, óleo sobre lienzo (219 x 149 cm.), Museo de Bellas Artes de Valencia. Obra alguna vez atribuida al hijo del pintor, Jerónimo Espinosa de Castro.
- Presentación del Niño en el Templo (Cántico de Simeón), óleo sobre lienzo (234 x 160 cm.), Museo de Bellas Artes de Valencia.
- Sagrada Familia y Santos, óleo sobre lienzo (269 x 198 cm.), Museo de Bellas Artes de Valencia.
- Sagrada Familia con el Niño dormido, óleo sobre lienzo (112 x 92 cm.), Museo de Bellas Artes de Valencia. Obra de carácter ribaltesco y autografía debatida, habiéndose atribuido a su discípulo Pablo Pontons, presenta el hecho religioso con un lenguaje cotidiano, por lo que alguna vez fue acusada de «falta de elevación». En cuanto a su datación, aceptándola como autógrafa, Pérez Sánchez la fecha hacia 1660 y Benito Domenech la lleva al inicio de su carrera, hacia 1630, cuando más estrecha era la vinculación con Francisco Ribalta.[30]
- Visitación, óleo pegado a tabla (64 x 40), Madrid, colección particular. La pequeña obra, procedente de la predela de algún altar, contiene un evidente homenaje a la tabla del mismo asunto de Vicente Macip conservada en el Museo del Prado.[31]
- Muerte de la Virgen, óleo sobre lienzo (92 x 106), Valencia, colección particular. Espinosa rinde en este caso homenaje a Fernando Yáñez de la Almedina, inspirándose en su Muerte de la Virgen de las puertas del retablo de la Catedral para la disposición general y algunas de las figuras, aunque reinterpretando aquella composición con su fuerte sentido naturalista.
- San Abraham ermitaño enseña a leer a su nieta María, óleo sobre lienzo (120 x 90 cm.), firmado, Barcelona, colección particular. Obra de insólita iconografía cuyo asunto no se ha logrado identificar.
- San Juan Bautista, óleo sobre lienzo (112 x 90 cm.), Madrid, Museo del Prado.

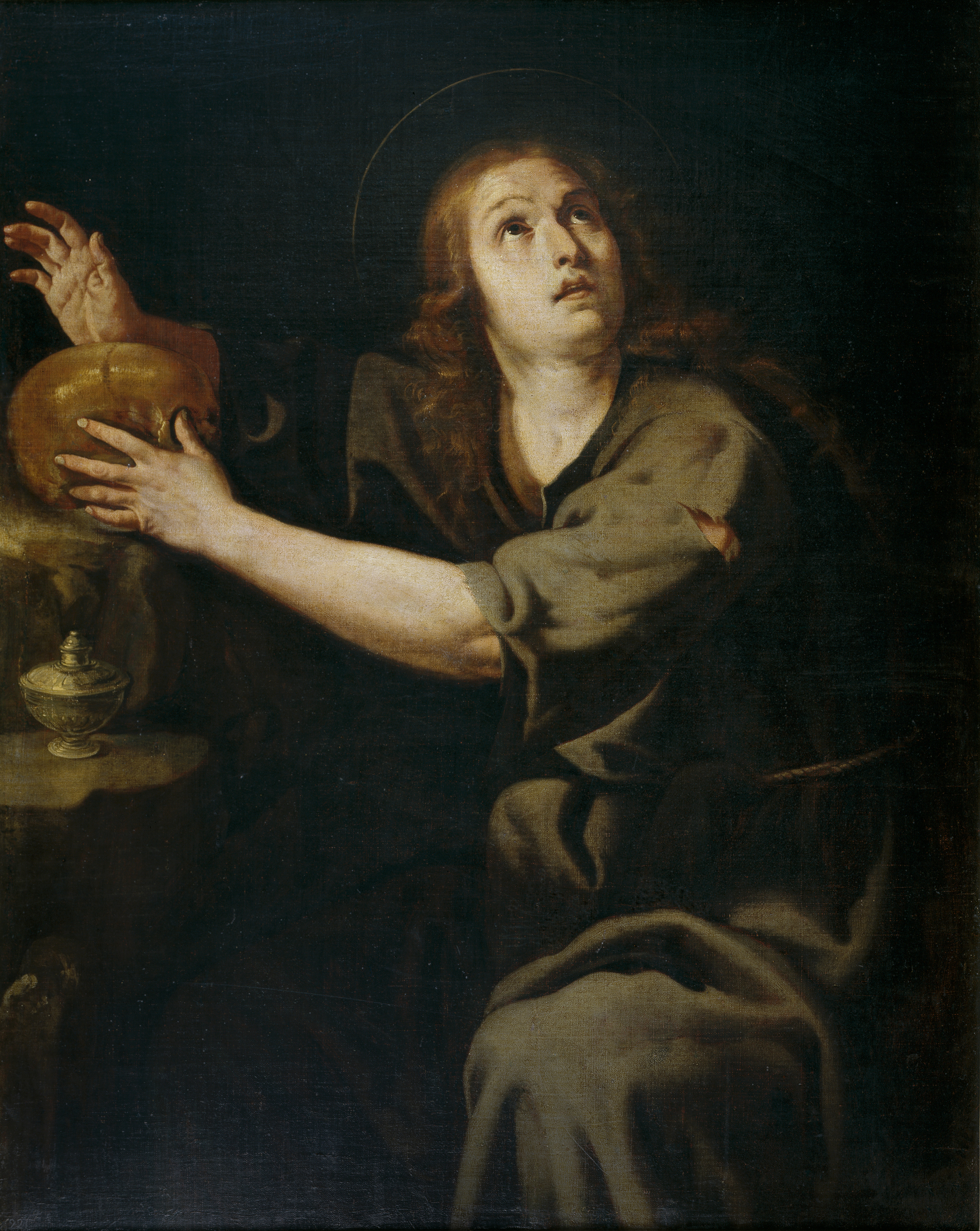
Magdalena penitente, óleo sobre lienzo (105 x 84 cm.), Madrid, Museo del Prado.

- Magdalena penitente, óleo sobre lienzo (105 x 83 cm.), Museo de Bellas Artes de Valencia, idéntico a otra versión del Museo del Prado, obras de medio cuerpo que, como el San Juan Bautista anterior, irían destinadas a la devoción privada, siendo su repetición prueba del éxito alcanzado.[32] Distinta es otra versión del mismo asunto, de más de medio cuerpo, conservada también en el Museo del Prado (105 x 84), fue un regalo de la Academia de San Carlos a Fernando VII a su paso por la ciudad en 1814.
- Martirio de San Marcelo, óleo sobre lienzo, firmado sin fecha, Museo de Bellas Artes de Valencia, en mal estado de conservación.
- San Luis obispo, lienzo de grandes proporciones guardado en el Museo de Bellas Artes de Valencia en mal estado de conservación. Antonio Palomino lo describe en la Casa Profesa de los jesuitas, diciendo que «en la casta, y fuerza del claro, y obscuro, parece del Caballero Máximo».[3]
- San Vicente Ferrer, óleo sobre lienzo (103 x 89 cm.), Museo de la Ciudad, Valencia.
- Adoración de la Eucaristía, lienzo pegado a tabla (89 x 67 cm.), Museo de Bellas Artes de Valencia. Composición de marcado arcaísmo en la que afloran recuerdos propios del manierismo en las figuras cortadas del primer término.
- Adoración de los pastores, óleo sobre lienzo (225 x 170 cm.), Iglesia parroquial de Nuestra Señora de los Ángeles, Chelva (Valencia). En la misma iglesia se conserva otro lienzo del mismo asunto y formato vertical (200 x 246 cm.), igualmente autógrafo.
- Virgen y el Niño en un trono con ángeles, óleo sobre lienzo (191 x 148 cm.), Madrid, Museo del Prado. Obra de severa simetría pero que habrá de datar de los últimos años de vida del pintor, por la semejanza del tipo de la Virgen con la de Barcelona, fechada en 1661.
- La Virgen niña con sus padres san Joaquín y santa Ana, óleo sobre lienzo (96 x 74 cm.), Catedral de Valencia. Obra dañada en el incendio del Museo Diocesano en 1936, es notable el delantal que viste la Virgen, con los atributos de la letanía lauretana bordados de vivos colores.
- Santo Tomás de Villanueva dando limosna, óleo sobre lienzo (108 x 85 cm.), Museo de Bellas Artes de Valencia. De poco más de medio cuerpo, hubo de pintarse después de 1658, fecha de su canonización, y quizá entonces lo hiciera más de una vez según las fuentes antiguas.[33]
- San Ramón Nonato adorando la Eucaristía, óleo sobre lienzo (254 x 180 cm.), Madrid, Museo del Prado.
- Intercesión de san Pedro Nolasco por unos frailes enfermos, óleo sobre lienzo (181 x 119 cm.), Museo de Bellas Artes de Valencia. Considerado como una de las obras maestras del pintor, procede de la enfermería del convento de la Merced de Valencia de donde salió con la invasión francesa. La identificación del donante hace suponer, sin embargo, que el lienzo no pertenezca a la serie de obras para la Merced pintadas a partir de 1660, debiendo adelantarse la fecha de su composición en al menos diez años.[34]
- San Lorenzo, óleo sobre lienzo (250 x 184 cm.), iglesia de Santo Tomás, Valencia.
- Virgen del Rosario y Santos, óleo sobre lienzo (173 x 130 cm. con marco), iglesia de Santo Tomás, Valencia. Semejante en su composición equilibrada al lienzo de la Virgen del Rosario del convento de San Martín en Segorbe, destruido en 1936, que estaba firmado en 1663.
- Cuatro lienzos de gran formato de la leyenda de san Esteban en su iglesia de Valencia, donde sirvieron de puertas de su retablo mayor, pasados luego a la nave del templo. Sus motivos, siguiendo la Leyenda Dorada de Jacobo de la Vorágine, representan El sueño de Luciano, Luciano ante el obispo, Hallazgo del cuerpo de san Esteban y Traslado de los restos de san Esteban. En este último, uno de los personajes asistentes al traslado, vestido con traje negro contemporáneo y mirando fijamente al espectador, desentendiéndose de la procesión aunque conservando las manos unidas en gesto devoto, pudiera ser un autorretrato del pintor, según sostuvo Orellana.[35]
- San Vicente Mártir, con dalmática roja y la cruz en aspa y la rueda de molino de su martirio. Es probable que sea un autorretrato. Colección particular (Madrid). Su atribución se realizó con motivo de la Exposición "La Gloria del Barroco" en la ciudad de Valencia en 2009-2010.[36]